# جومانا مراد
جومانا مراد (ولدت 1 أبريل 1973 م)، ممثلة ومنتجة سورية. عملت في السينما المصرية بداية من فيلم «كباريه» عام 2008، مقدمة دور الفتاة التي تعمل راقصة سرًا لتصرف على والدتها المريضة، حققت به النجاح وحجزت لها مكانًا في السينما والدراما هناك. نالت العديد من الجوائز والأوسمة في مشوارها الفني.

## سيرتها
حصلت على شهادة الثانوية العامة من دولة الإمارات العربية المتحدة في دبي، وعلى شهادة في الأدب الإنجليزي من جامعة دمشق، وشهادة في الدراما والتمثيل من مركز" Art Actor Center" في لندن.

### حياتها الأسرية
تزوَّجت المحامي الأردني الدكتور ربيع بسيسو، ورُزقت منه بابنها الأول محمد، والتوءم علي وديانا التي توفيت بعمر 5 أشهر، بعد معاناة مشاكل صحية.

## أعمالها

### الأفلام
- 2007: الشياطين
- 2008: لحظات أنوثة
- 2008: كباريه
- 2008: شعبان الفارس
- 2009: الفرح
- 2011: كف القمر
- 2013: الحفلة
- 2020: يوم 13
- فرعون

### المسلسلات
- مسلسل «رمح النار» عام 1999.
- مسلسل «بقايا صور» عام 1999.
- مسلسل «البواسل» عام 2000
- مسلسل «المسلوب» عام 2001
- مسلسل «البحث عن صلاح الدين» عام 2001.
- مسلسل «الهروب إلى القمة» عام 2003
- مسلسل «الطارق» عام 2004.
- مسلسل «الخيط الأبيض» عام 2004.
- مسلسل «قلب حبيبة» عام 2005.
- مسلسل «الشارد» عام 2005.
- مسلسل «الحب موتا» عام 2005.
- مسلسل «انتقام الوردة» عام 2006.
- مسلسل «القاهرة ترحب بكم» عام 2006
- مسلسل «سيرة الحب» عام 2007.
- مسلسل «ساعة عصاري» عام 2007.
- مسلسل «حواء في التاريخ» عام 2007.
- مسلسل «النقمة المزدوجة» عام 2007.
- مسلسل «وصمة عار» عام 2008.
- مسلسل «وجه العدالة» عام 2008.
- مسلسل «هيك تجوزنا» عام 2008.
- مسلسل «نيران البوادي» عام 2008.
- مسلسل «باب الحارة ج 3» عام 2008.
- مسلسل «على موج البحر» عام 2009.
- مسلسل «باب الحارة ج 4» عام 2009.
- مسلسل «مطلوب رجال» عام 2010.
- مسلسل «عرض خاص» عام 2010.
- مسلسل «شاهد اثبات» عام 2010.
- مسلسل «راجل وست ستات ج7» عام 2010.
- مسلسل «باب الحارة ج 5» عام 2010.
- مسلسل «مدرسة الحب ج3» عام 2020.
- مسلسل «سكر زيادة» عام 2020.
- مسلسل «خيانة عهد» عام 2020.
- مسلسل «زي القمر» عام 2021.
- مسلسل«بابا المجال»عام 2023
- مسلسل«مفترق طرق»عام 2024
- مسلسل أم 44 عام 2025.

#### المسلسلات الذي أنتجتها ومثلت فيها
- 2004: الخيط الأبيض
- 2006: انتقام الوردة
- 2008: هيك تجوزنا

### المسلسلات الإذاعية
- 2009: عالم رغم أنفه

### البرامج
- 2010: لقاء مستحيل

## جوائزها
نالت العديد من الجوائز والأوسمة في مشوارها الفني، فحصلت علي جائزة الأوسكار الذهبي من مهرجان ART السادس، وعلى جائزة الإبداع من جامعة الدول العربية من السيد عمرو موسى، وكُرمت من لجنة صناعة السينما في سوريا، وكرمها بيت الكويت للأعمال الوطنية، واتحاد المنتجين العرب للأعمال التليفزيونية، وحصلت على تكريم عن فيلم «كباريه» من نادي سموحة بالإسكندرية.
- جائزة أفضل ممثلة دور ثانٍ عن دورها في فيلم «كباريه» في حفل مهرجان جمعية الفيلم السينمائي، 2009.[10]
- تكريم من جامعة كامبريدج اللندنيه في القاهرة.[11]
- تكريم بطلة مسلسل شاهد إثبات.
- تكريم في حفل «بلانت بيتش».
- تكريم على دورها في فيلم الشياطين.
- تكريم في دير جست على دورها في فيلم كف القمر.
- تكريم في دير جست، 2010.
- تكريم في دير جست، 2012.
- تكريم في مجلة كاريزما، 2012.
- تكريم في دير جست، 2013.
- تكريم في الكنيسة الكاثوليكية.[12][13][14]
- تكريم في مهرجان وهران بالجزائر.

## وصلات خارجية
- جومانا مراد على موقع IMDb (الإنجليزية)
- جومانا مراد على موقع قاعدة بيانات الأفلام العربية
- جومانا مراد على موقع قاعدة بيانات الفيلم (الإنجليزية)